# Хаукгест, Герард
Герард Хаукгест, Герард Гоукгест (нидерл. Gerard Houckgeest; ок. 1600, Гаага — август 1661, Берген-оп-Зом) — голландский живописец Золотого века искусства Нидерландов. Мастер жанра архитектурных перспектив: изображений дворцовых и церковных интерьеров. Сотрудничал с другими художниками.

## Биография
Герард Хаукгест происходил из богатой семьи в Гааге. Его дядя Иоахим Хаукгест (ок. 1580—ок. 1644) был успешным живописцем- портретистом. По данным RKD (Нидерландского института истории искусств), учился живописи у Бартоломеуса ван Бассена.
В 1625 году он стал членом Гильдии Святого Луки в Гааге. Около 1635 года переехал в Делфт. Там он в 1636 году женился. Около 1639 года вернулся в родной город. В декабре 1644 года Хаукгест жил на пивоварне «Де Клау» в Гааге. Он разработал серию картонов для шпалер зала заседаний Генеральных штатов. Его свекровь Барта Элизабет ван Кромстрейн унаследовала дом в Стеенбергене (Брабант) от своего мужа бургомистра, и Хаукгест купил там дом в 1651 году. С 1653 года и до самой смерти он жил со своей женой Еленой в Берген-оп-Зоме на значительном участке земли под названием «Де Гроте Валк» (De Grote Valk), где также расписывал местную церковь. Скончался в Берген-оп-Зоме.

## Творчество
Герард Хаукгест писал воображаемые церковные интерьеры и здания эпохи Возрождения. Менее известны его виды дворцов в окрестностях Средиземноморья. А. Н. Бенуа назвал этого художника «старшим представителем живописи церквей», писавшим «ещё в суховатой манере», свойственной основоположникам этого жанра нидерландской живописи Хендрику ван Стейнвейку Старшему и Петеру Неффсу Старшему.
Его шедевр, «Интерьер Новой церкви в Делфте с мавзолеем Вильгельма Молчаливого» (1650), находится в Гамбургском Кунстхалле. Виды церковных интерьеров, созданные Хаукгестом, повлияли на творчество Хендрика Корнелиса ван Влитa и Эманюэла де Витте.
Некоторые из произведений Хаукгеста хранятся в музее Маурицхёйс в Гааге. В санкт-петербургском Эрмитаже имеется четыре картины этого художника.

## Галерея

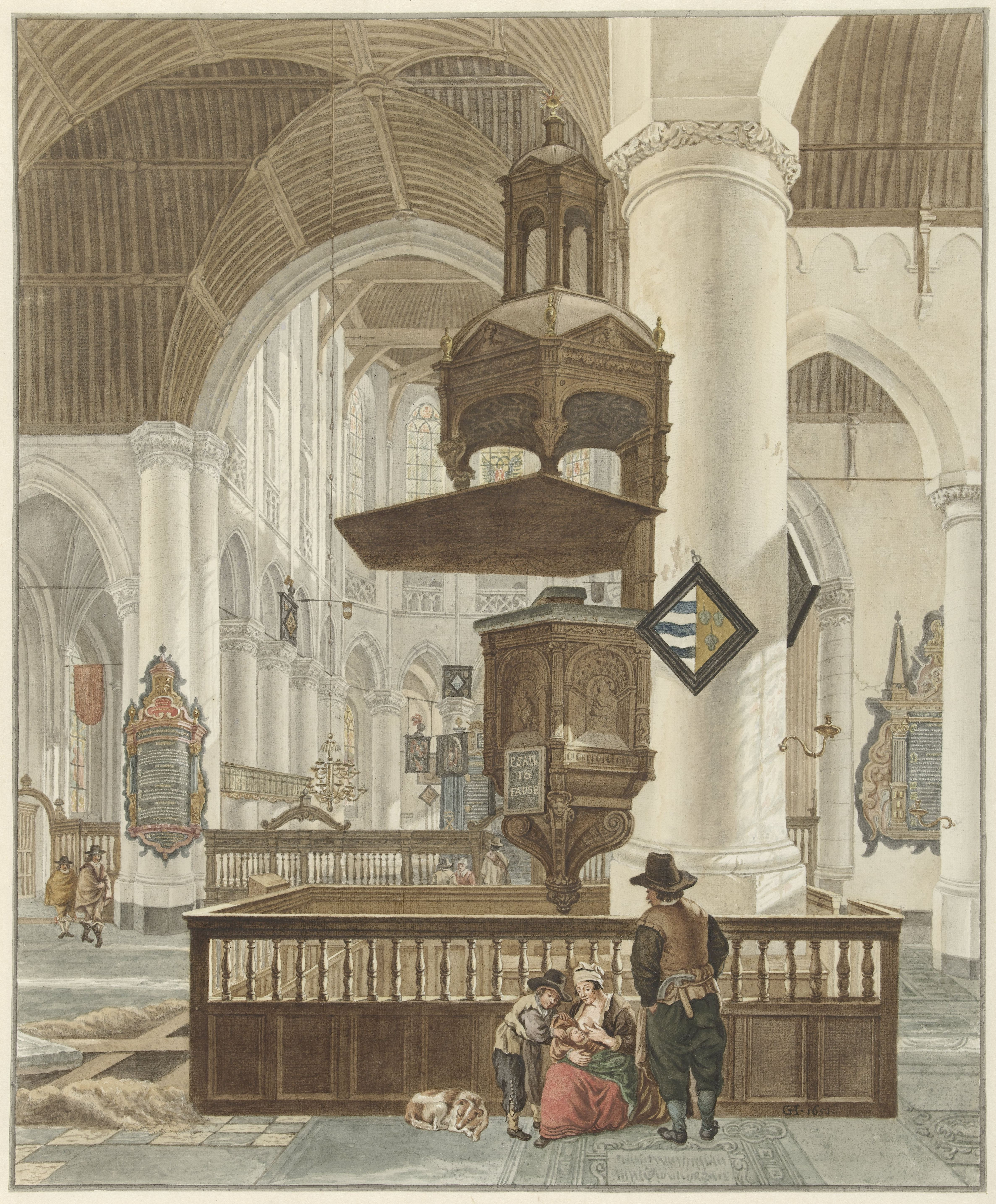
Большая церковь в Гааге. Бумага, акварель. Рейксмюсеум, Амстердам
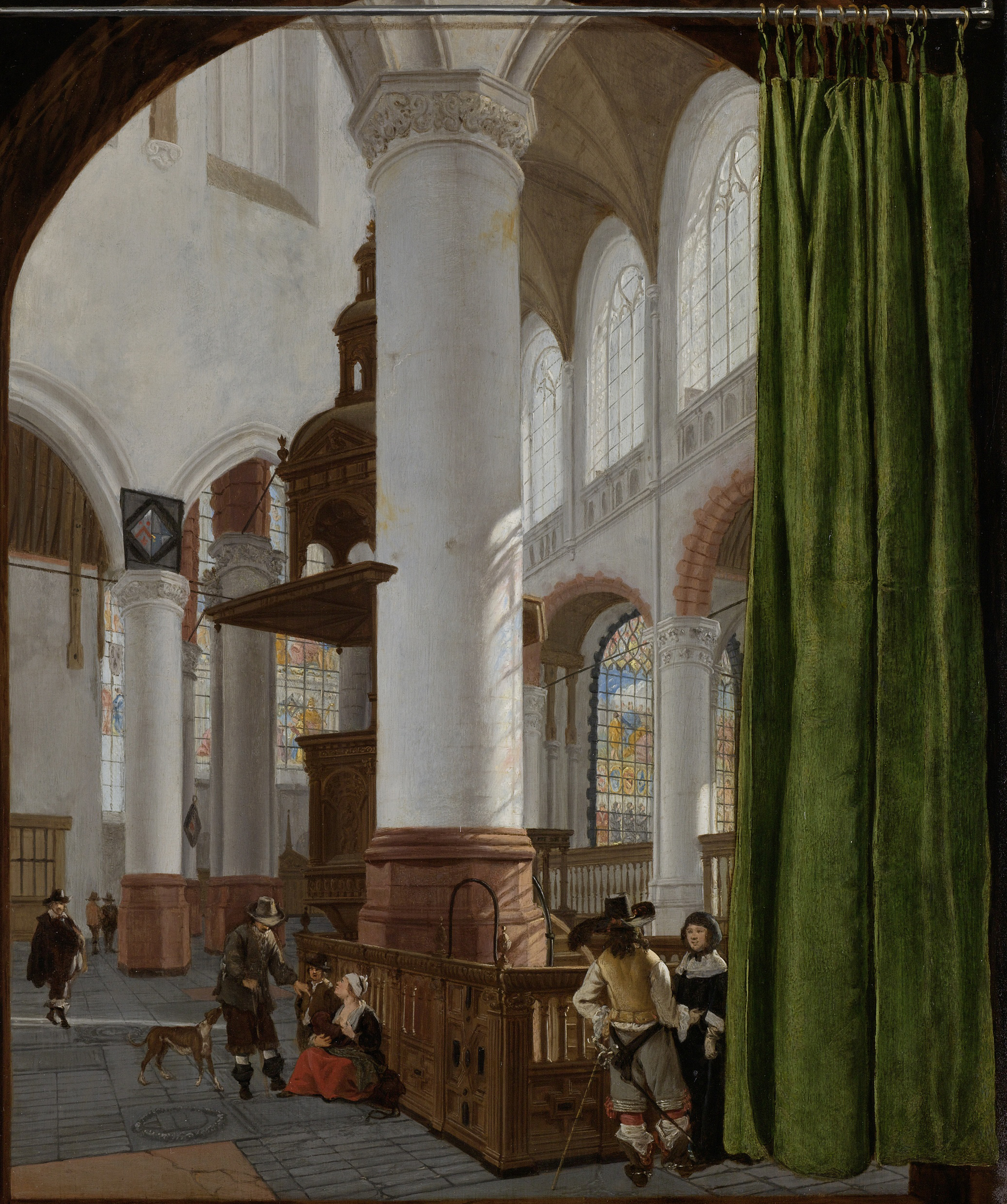
Интерьер Старой церкви в Делфте. 1654. Дерево, масло. Рейксмюсеум, Амстердам
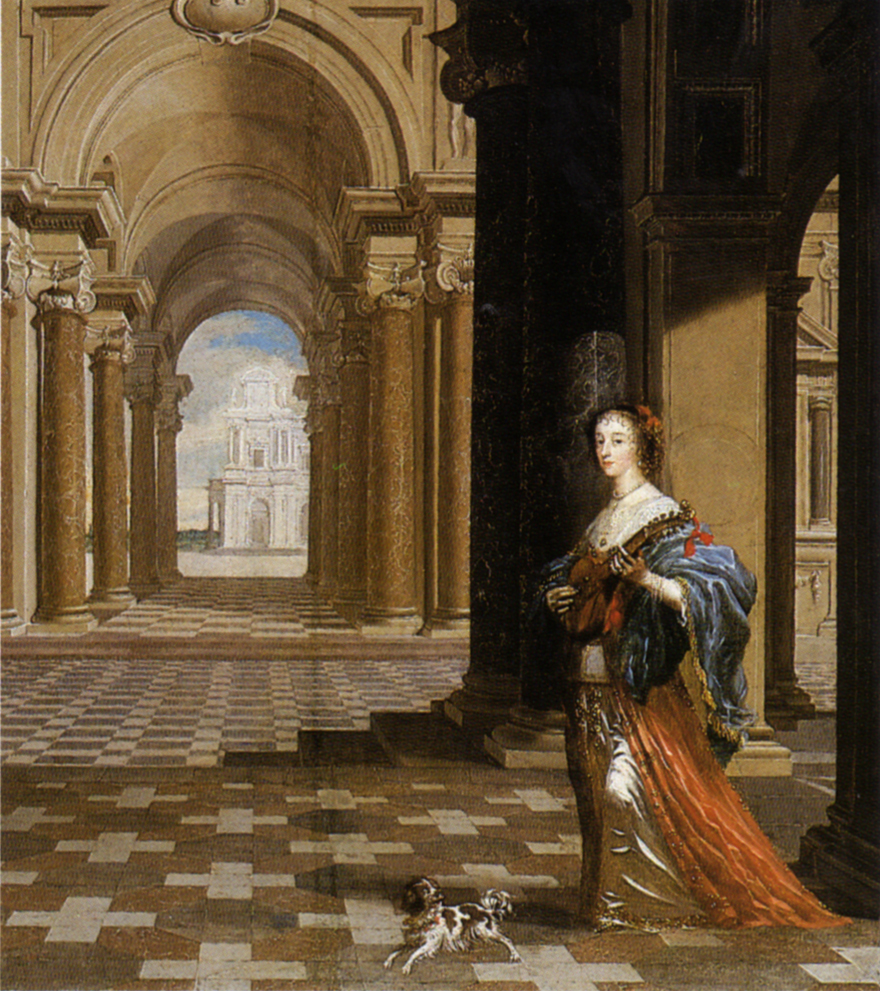
Совместно с К. Янсенс-ван-Цейлен. Портрет королевы Генриетты Марии. До 1639. Дерево, масло. Частное собрание
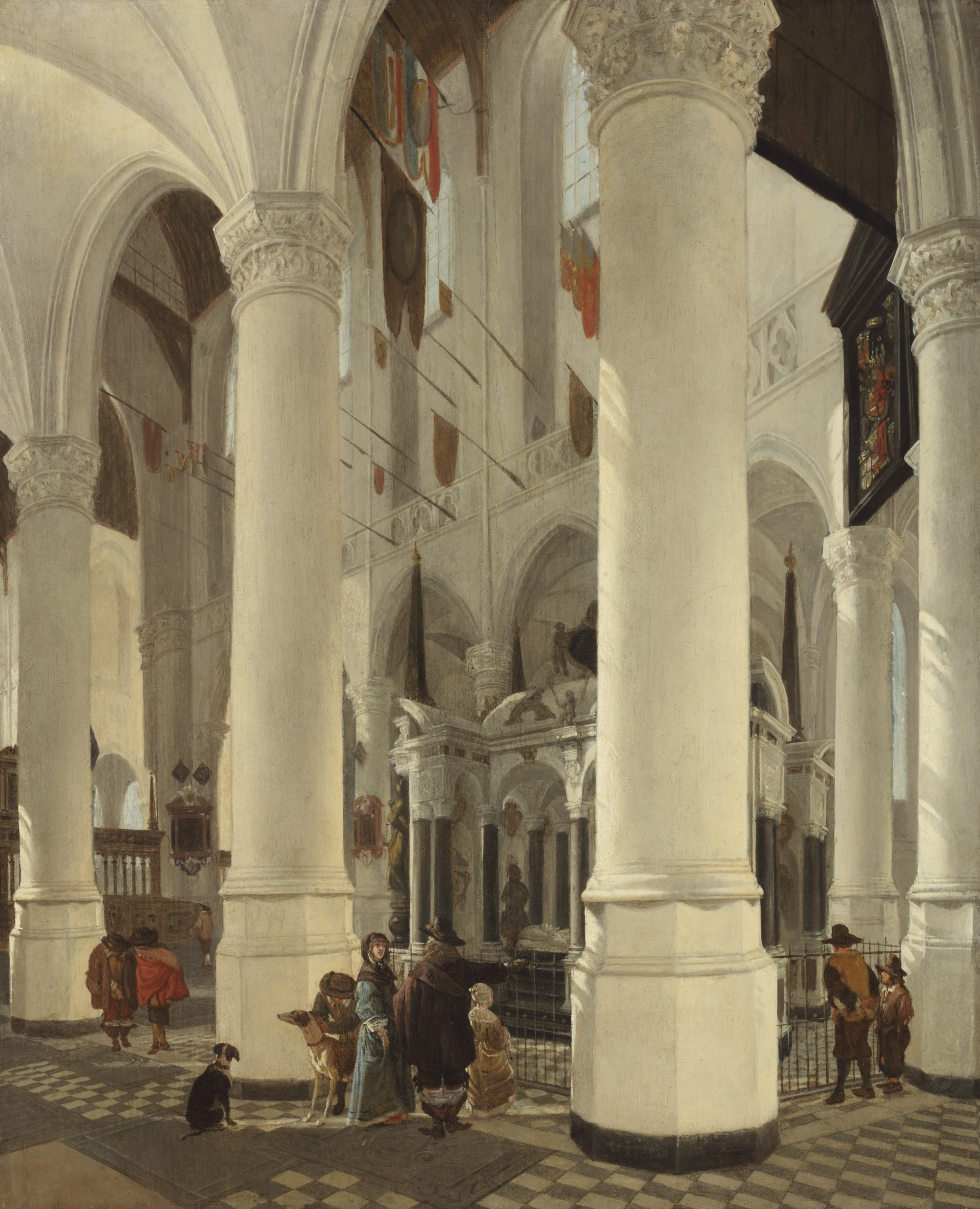
Интерьер Новой церкви в Делфте с мавзолеем Вильгельма Молчаливого. 1650. Дерево, масло. Кунстхалле, Гамбург
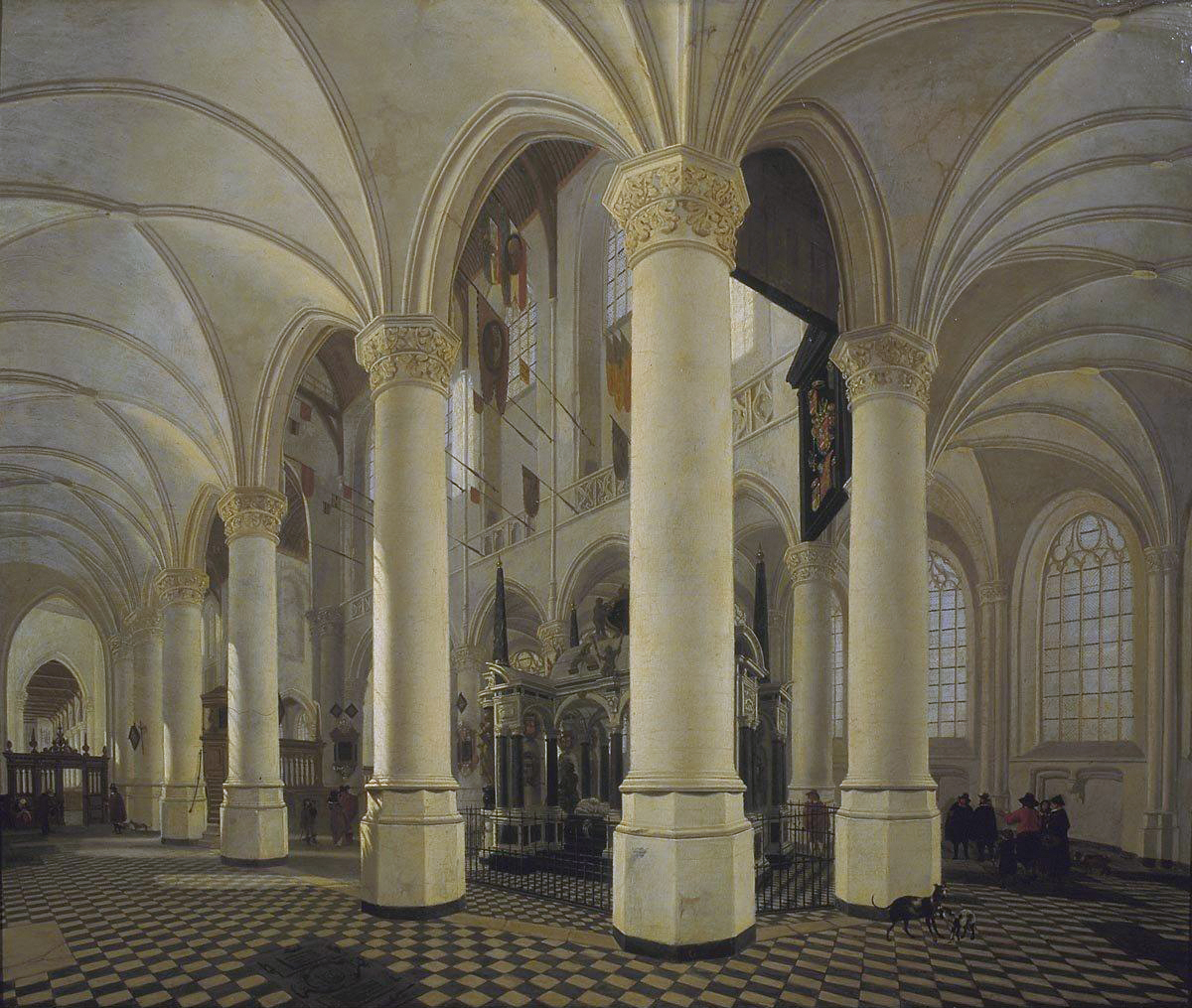
Aмбулаторий Новой церкви в Делфте. 1651. Дерево, масло. Маурицхёйс, Гаага
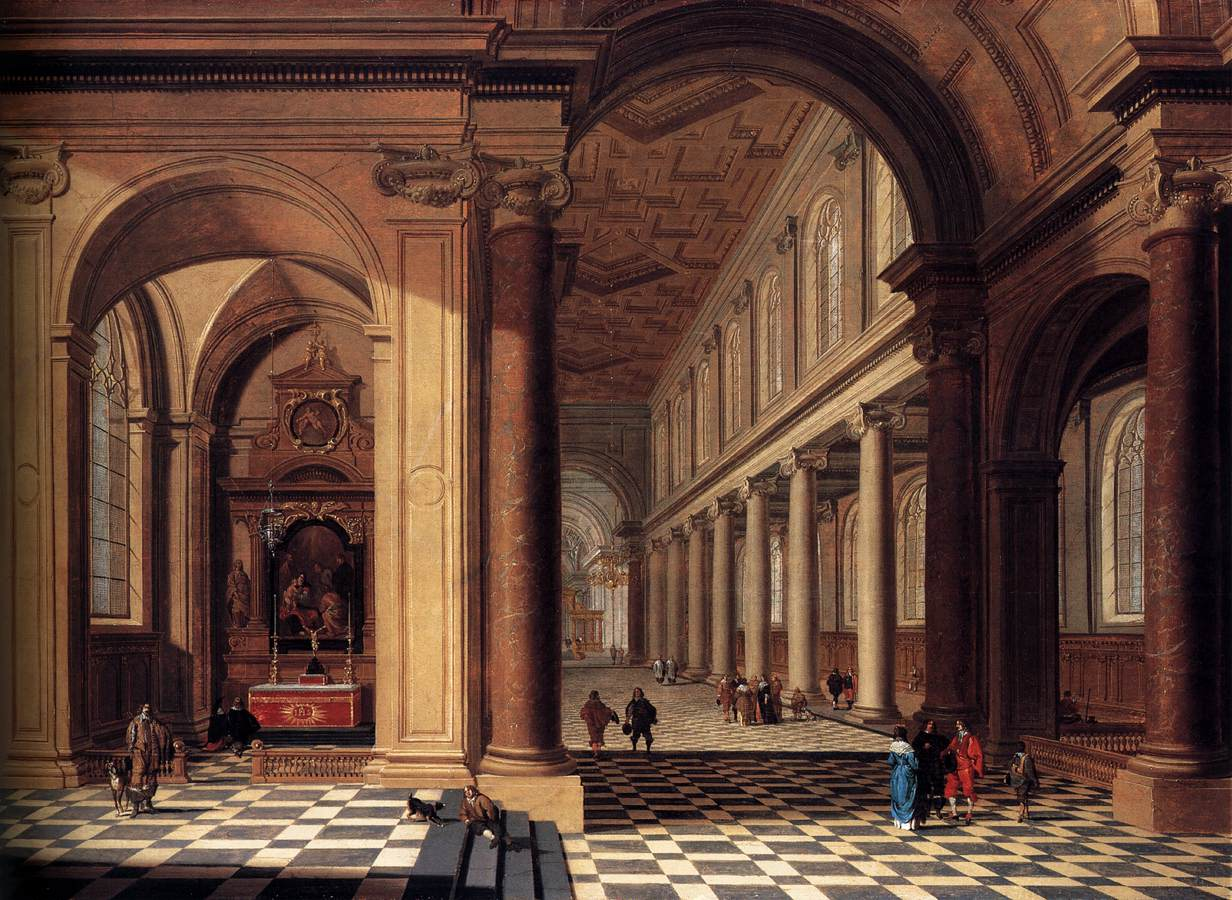
Интерьер воображаемой католической церкви в классическом стиле. Между 1638 и 1640. Дерево, масло. Частное собрание